# Matrimoni canònic
El matrimoni canònic és un matrimoni religiós celebrat segons les normes del dret canònic de l'Església catòlica. Aquesta Església considera que el matrimoni és un sagrament pel qual una parella batejada, es comprometen a estimar-se, ajudar-se mútuament i viure junts, mentre visquin, amb la finalitat de procrear i educar la descendència.

Segons el catolicisme, en aquest tipus de matrimoni els ministres del sagrament són els mateixos cònjuges, i el sacerdot és el testimoni qualificat en nom de d'aquesta església. El fet que el considerin com un sagrament vol dir que creuen que Déu atorga la seva gràcia a través de la mútua acceptació del compromís. També creuen que el símbol del matrimoni és l'amor entre Crist i la seva església.

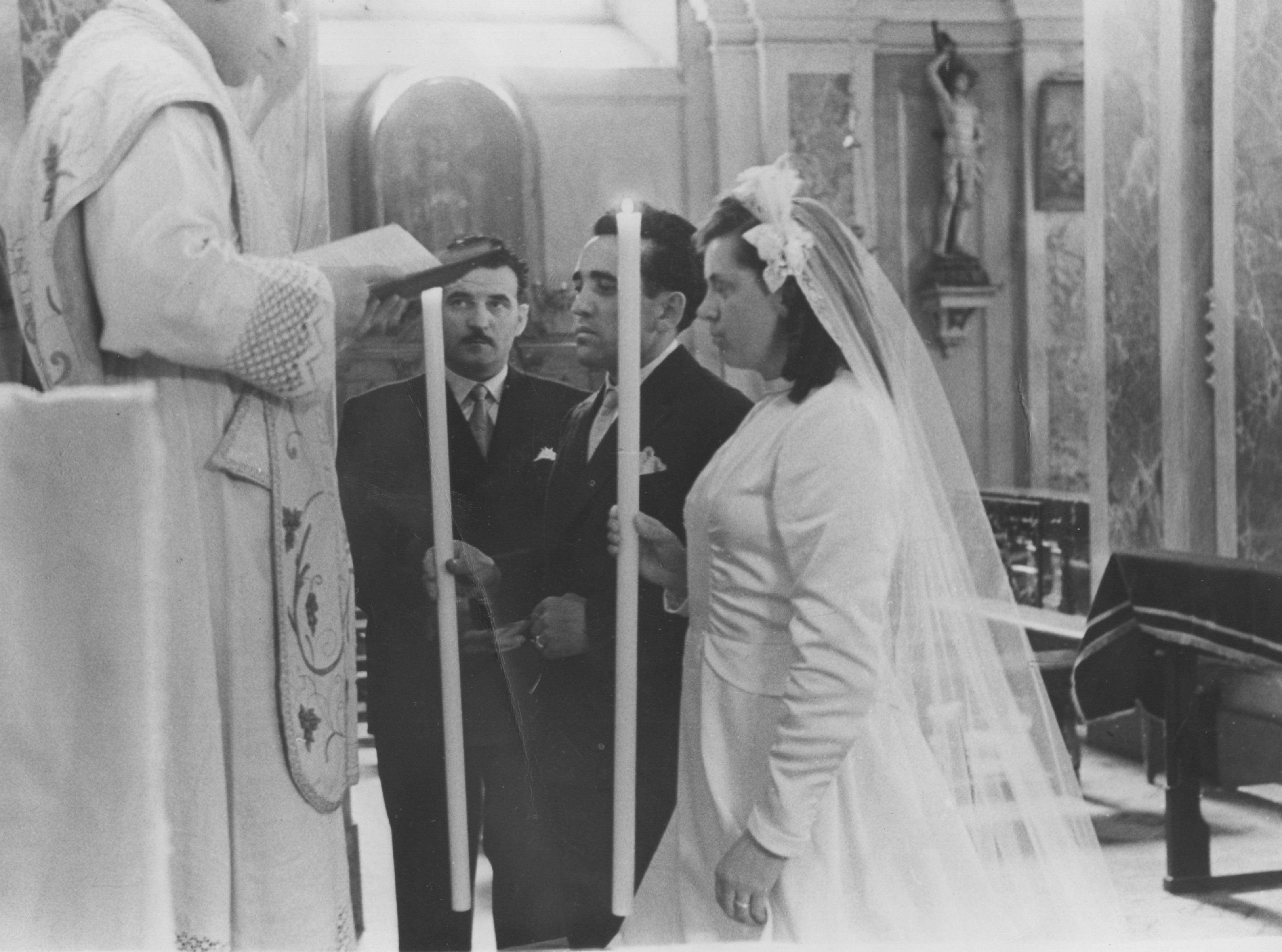
Casament canònic a Monza l'any 1951.

El matrimoni canònic va néixer de la cristianització del matrimoni segons el dret romà. Els cristians solien adoptar els usos i costums de les comunitats a què pertanyien. Quan el catolicisme va esdevenir religió d'estat al segle iv, l'Església va reprendre moltes estructures jurídiques romanes que va cristianitzar i el dret canònic va prevaldre sobre el dret romà. Des del segle x el matrimoni perd el seu caràcter social i es converteix en un acte religiós. El concili de Trento (1545-1563) va formalitzar el costums i va prohibir els matrimonis clandestins i presumptes. El matrimoni es perfà pel consentiment expressat pels esposos i esdevé ipso facto indissoluble. «La consomació física no té eficàcia jurídica quant a la constitució del vincle matrimonial, si bé serà important quant a la possible dissolució del matrimoni.»